# La classe degli asini (film)
La classe degli asini è un film televisivo ispirato alla vicenda reale di Mirella Antonione Casale e della sua lotta per l'inclusione dei disabili nella scuola. È andato in onda il 14 novembre 2016 su Rai 1. Il titolo del film è ispirato all'omonima canzone interpretata da Natalino Otto e successivamente anche da Renzo Arbore.

## Trama
Torino, anni 60 del Novecento. La professoressa Mirella Casale, futura preside, ha una figlia disabile che non riesce a compiere quasi nessun atto motorio e ad esternare emozioni; Felice Giuliano è un professore molto comprensivo; Riccardo è invece un bambino proveniente dal Sud Italia con gravi difficoltà d'integrazione con i compagni della stessa età.
Poco educato e per questo escluso dai compagni, Riccardo viene inserito in una scuola di sole classi differenziali. Il comprensivo professore Felice, contrariamente alla maggioranza dei professori, difendeva Riccardo sostenendo che poteva rimanere nella scuola pubblica: anche per questo motivo crea una cosiddetta "scuola degli asini", ovvero un dopo-scuola per tutti coloro che avevano difficoltà di studio e/o ad essere accettati dagli altri. La professoressa Mirella, invece, si avvicina agli ideali dell'Anffas, un'associazione ricreativa delle famiglie con figli disabili, anche e soprattutto perché la figlia viene cacciata dal suo istituto di classi differenziali e speciali perché considerata incapace di apprendere.
Riccardo veniva spesso maltrattato e picchiato nella scuola differenziale, che praticamente era un collegio nel quale si rimaneva anche di notte a dormire, e da cui egli cercava sempre di scappare, trovando all'esterno però sempre l'ausilio del professore della "scuola degli asini". Durante una sua fuga, Riccardo regala un gattino trovato per strada alla figlia disabile di Mirella, la quale lo aveva accolto nella propria abitazione su richiesta di Felice, riuscendo finalmente a suscitare emozioni e azioni nella bambina.
I due professori, fidandosi e credendo al bambino riguardo alle lamentele per i maltrattamenti subìti, denunciano l'istituto facendovi irruzione e liberando lui ed i suoi nuovi compagni. Si arriva così all'inserimento di bambini disabili o con difficoltà integrative nelle classi delle scuole pubbliche di tutta la nazione, anche e soprattutto grazie a Mirella che, diventando preside della sua scuola, è la prima a integrarli, suscitando di conseguenza in Italia un movimento che porta a una nuova legge e conseguente chiusura delle classi differenziali.